# Jimmie Johnsson
Jimmie Johnsson (ur. 6 czerwca 1985) – szwedzki biegacz narciarski, zawodnik klubu AXA Sports Club.

## Kariera
Po raz pierwszy na arenie międzynarodowej Jimmie Johnsson pojawił się 11 stycznia 2004 roku w zawodach juniorskich w szwedzkiej miejscowości Asarna, gdzie był szesnasty w sprincie techniką dowolną. W Pucharze Świata zadebiutował 5 marca 2006 roku w Mora, zajmując 23. miejsce na dystansie 90 km klasykiem. Tym samym w swoim debiucie od razu zdobył pucharowe punkty. W klasyfikacji generalnej sezonu 2005/2006 zajął ostatecznie 144. miejsce. Był to jedyny raz kiedy Szwed był klasyfikowany. Startuje także w zawodach FIS Marathon Cup, w których dwukrotnie stawał na podium, nie odnosząc jednak zwycięstwa. W klasyfikacji generalnej najlepiej wypadł w sezonie 2011/2012, który ukończył na piątej pozycji. Nigdy nie startował na igrzyskach olimpijskich ani mistrzostwach świata.

## Osiągnięcia

### Puchar Świata

#### Miejsca w klasyfikacji generalnej
- 2005/2006: 144.

#### Miejsca na podium
Johnsson nie stał na podium zawodów Pucharu Świata.

### FIS Marathon Cup

#### Miejsca w klasyfikacji generalnej
- sezon 2006/2007: 42.
- sezon 2007/2008: 59.
- sezon 2009/2010: 98.
- sezon 2010/2011: 107.
- sezon 2011/2012: 5.
- sezon 2012/2013: 32.

#### Miejsca na podium
| Nr | Dzień      | Rok  | Zawody             | Dystans                 | Czas biegu  | Strata | Pozycja | Zwycięzca       |
| -- | ---------- | ---- | ------------------ | ----------------------- | ----------- | ------ | ------- | --------------- |
| 1. | 8 stycznia | 2012 | Jizerská padesátka | 50 km stylem klasycznym | 2:21:49,2 h | +8,4 s | 2.      | Stanislav Řezáč |
| 2. | 19 lutego  | 2012 | Tartu Maraton      | 63 km stylem klasycznym | 2:43:21,0 h | +2,0 s | 3.      | Jörgen Brink    |